# Битва при Каркемише
Битва при Каркемише — сражение между армиями Древнего Египта и Вавилонского царства, происшедшее в 605 году до н. э. близ города Каркемиш. Окончилось победой вавилонян; обе стороны понесли крупные потери. Упоминается также в Библии (Иеремия, 46:2-12).
Приблизительно с конца VII века до н. э. Ассирия находилась под всё усиливавшимся нажимом Вавилонского царства. В 614 году до н. э. мидийцы взяли ассирийскую столицу Ассур, в 612 году до н. э. они и вавилоняне захватили Ниневию, что вынудило ассирийцев отступить и закрепиться в Харране. После того как и там они были атакованы вавилонскими войсками, ассирийцы во главе с царём Ашшурубаллитом II ушли за Евфрат. Здесь они смогли опереться на военную помощь древнеегипетского фараона Нехо II и попытались в следующем году отвоевать Харран (правда — безуспешно). В 608—607 годах до н. э. военные действия сосредоточились в области Куммух, при этом в городе Каркемиш расположились египетские войска и оттуда проводили свои операции. Исходя из этой угрозы, вавилонский наследник престола Навуходоносор II в 605 году до н. э. предпринимает поход против Каркемиша.
Навуходоносор перешёл Евфрат в 20 км южнее Каркемиша, у Тель-Тарсипа, где был брод. После того, как к защитникам города прибыло подкрепление, они выступили из Каркемиша для решающего сражения. Египетская армия, узнав о приближении войска вавилонян, выступила из Египта; во главе её стоял сам фараон. Во время начавшихся схваток с египтянами вавилонянам удалось прорваться в пригороды Каркемиша. Следы этих уличных боёв были найдены во время раскопок в городе в 1912 году. В конце концов египтяне потерпели под стенами города решительное поражение. Часть из оставшихся их войск бежала на юго-запад, остальные отступили за городские стены. Навуходоносор II преследовал отступающих египтян до города Хама, где их окончательно рассеял.
После этого сокрушительного поражения египтяне вынуждены были оставить весь подконтрольный им регион в Передней Азии вплоть до Эль-Ариша. Хотя им и удалось отбить в 600 году до н. э. дальнейшее продвижение Вавилона на запад и даже вернуть себе утерянную ранее Газу, однако прежнее могущество Древнего Египта в восточном Средиземноморье было подорвано.

## Упоминания
Хроника Навуходоносора утверждает, что вавилонский царь «переправился через реку, чтобы пойти против египетской армии, стоявшей в Кархемише. Они сражались друг с другом, и египетская армия отступила перед ним. Остальную часть египетской армии, которая так быстро спаслась от поражения, что до неё не достигло ни одно оружие, в районе Хамы вавилонские войска настигли и разбили их так, что ни один человек не бежал в свою страну. , Навуходоносор покорил всю Хаму».
Сражение упомянуто и описано в книге пророка Иеремии.